# إيلين سيدغويك
إيلين سيدغويك (بالإنجليزية: Eileen Sedgwick)‏ هي ممثلة أمريكية، ولدت في 17 أكتوبر 1898 بغالفستون في الولايات المتحدة، وتوفيت في 15 مارس 1991 في الولايات المتحدة.

## وصلات خارجية
- إيلين سيدغويك على موقع IMDb (الإنجليزية)
- إيلين سيدغويك على موقع أول موفي (الإنجليزية)
- إيلين سيدغويك على موقع قاعدة بيانات الأفلام السويدية (السويدية)
- إيلين سيدغويك على موقع قاعدة بيانات الفيلم (الإنجليزية)
- إيلين سيدغويك على موقع كينوبويسك (الروسية)